# Villeloup
Villeloup est une commune française, située dans le département de l'Aube en région Grand Est.

## Géographie
| Échemines |                      | Le Pavillon-Sainte-Julie |
|           | Villeloup            |                          |
|           | Dierrey-Saint-Pierre |                          |

Deux voies anciennes passaient au finage de Villeloup, l'une reliant Troyes à Traînel, l'autre venant de Villemaur relie l'Aube aux Ardennes, c'est la voie de Lette.
Le cadastre de 1809 cite au territoire : Godine, Losanges, Montmartin, Moulin-à-Vent, Vaudepart, Vieilles-Granges et Vivilles.

### Hydrographie
La commune est dans la région hydrographique « la Seine de sa source au confluent de l'Oise (exclu) » au sein du bassin Seine-Normandie. Elle n'est drainée par aucun cours d'eau,.

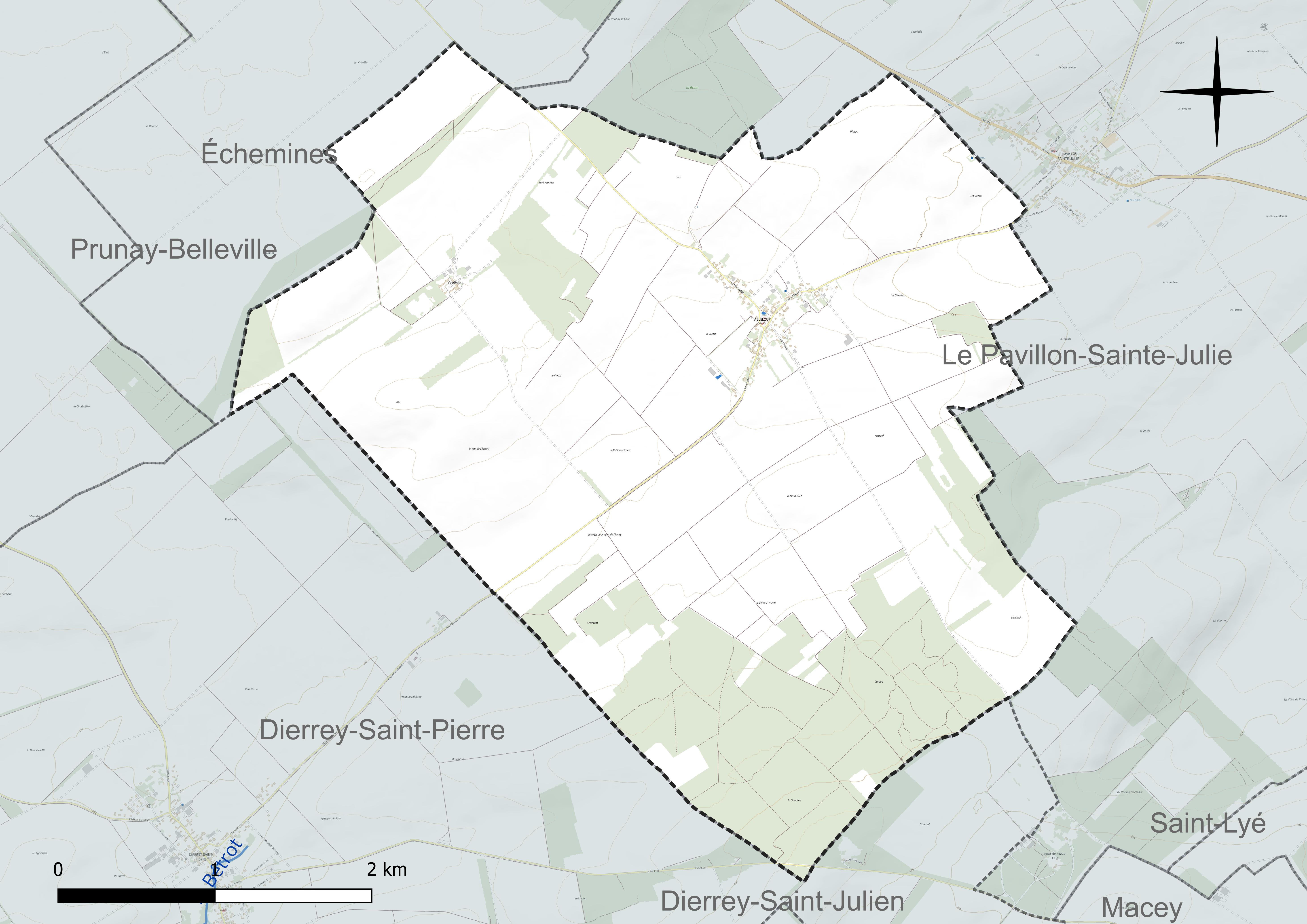
Réseau hydrographique de Villeloup.

### Climat
Pour des articles plus généraux, voir Climat du Grand Est et Climat de l'Aube.
En 2010, le climat de la commune est de type climat océanique dégradé des plaines du Centre et du Nord, selon une étude du Centre national de la recherche scientifique s'appuyant sur une série de données couvrant la période 1971-2000. En 2020, Météo-France publie une typologie des climats de la France métropolitaine dans laquelle la commune est exposée à un climat océanique altéré et est dans la région climatique  Nord-est du bassin Parisien, caractérisée par un ensoleillement médiocre, une pluviométrie moyenne régulièrement répartie au cours de l’année et un hiver froid (3 °C). 
Pour la période 1971-2000, la température annuelle moyenne est de 10,7 °C, avec une amplitude thermique annuelle de 15,7 °C. Le cumul annuel moyen de précipitations est de 761 mm, avec 12,2 jours de précipitations en janvier et 8 jours en juillet. Pour la période 1991-2020, la température moyenne annuelle observée sur la station météorologique de Météo-France la plus proche, « Troyes-Barberey », sur la commune de Barberey-Saint-Sulpice à 12 km à vol d'oiseau, est de 11,3 °C et le cumul annuel moyen de précipitations est de 644,6 mm. 
La température maximale relevée sur cette station est de 41,8 °C, atteinte le 25 juillet 2019 ; la température minimale est de −23 °C, atteinte le 17 janvier 1985,,. 
Les paramètres climatiques de la commune ont été estimés pour le milieu du siècle (2041-2070) selon différents scénarios d'émission de gaz à effet de serre à partir des nouvelles projections climatiques de référence DRIAS-2020. Ils sont consultables sur un site dédié publié par Météo-France en novembre 2022.

## Urbanisme

### Typologie
Au 1er janvier 2024, Villeloup est catégorisée commune rurale à habitat dispersé, selon la nouvelle grille communale de densité à 7 niveaux définie par l'Insee en 2022.
Elle est située hors unité urbaine. Par ailleurs la commune fait partie de l'aire d'attraction de Troyes, dont elle est une commune de la couronne,. Cette aire, qui regroupe 209 communes, est catégorisée dans les aires de 200 000 à moins de 700 000 habitants,.

### Occupation des sols
L'occupation des sols de la commune, telle qu'elle ressort de la base de données européenne d’occupation biophysique des sols Corine Land Cover (CLC), est marquée par l'importance des territoires agricoles (77,2 % en 2018), une proportion identique à celle de 1990 (77,2 %). La répartition détaillée en 2018 est la suivante : 
terres arables (75,3 %), forêts (22,8 %), zones agricoles hétérogènes (1,8 %). L'évolution de l’occupation des sols de la commune et de ses infrastructures peut être observée sur les différentes représentations cartographiques du territoire : la carte de Cassini (XVIIIe siècle), la carte d'état-major (1820-1866) et les cartes ou photos aériennes de l'IGN pour la période actuelle (1950 à aujourd'hui).

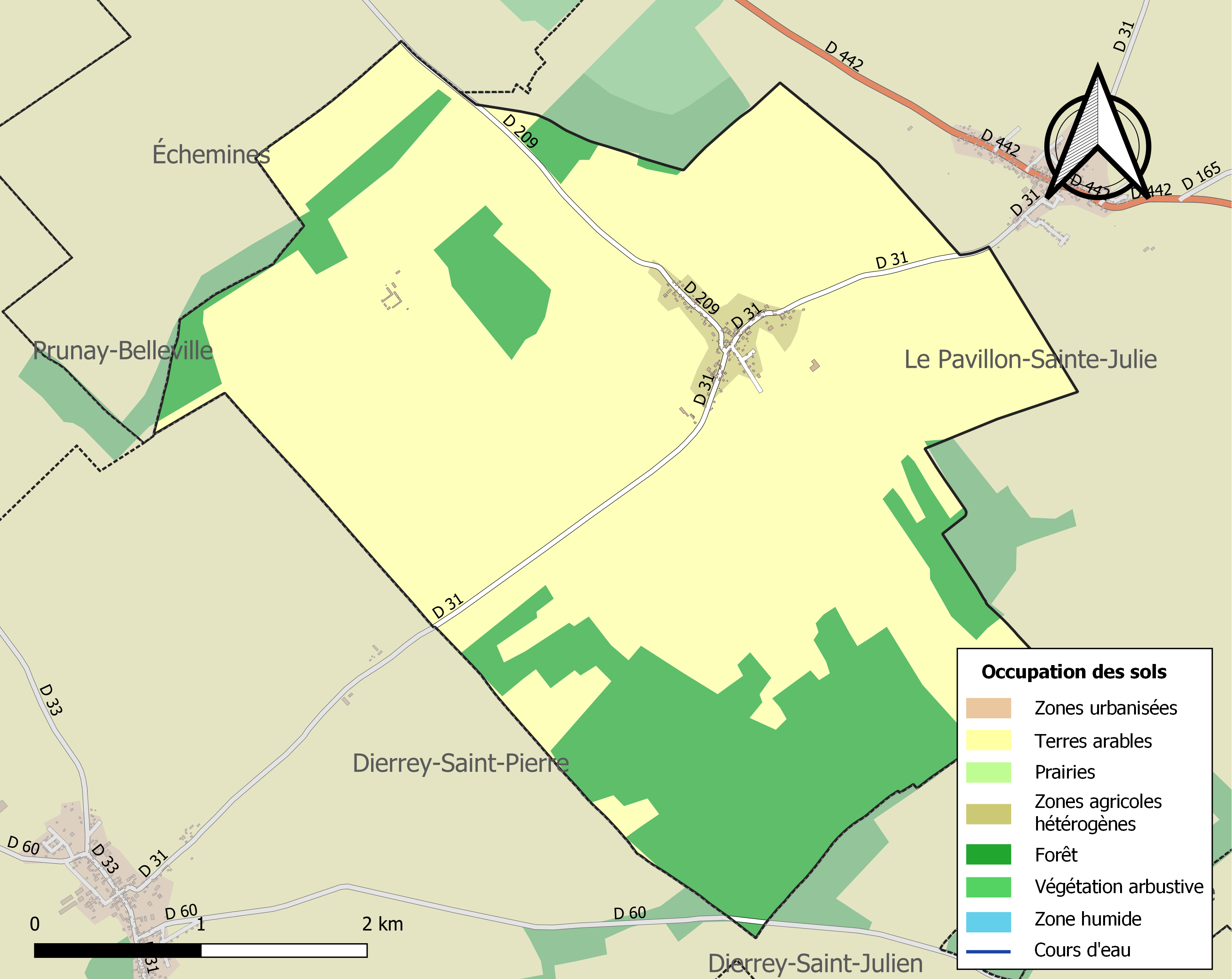
Carte des infrastructures et de l'occupation des sols de la commune en 2018 (CLC).

## Histoire
Relevant des comtes de Champagne, les habitants eurent comme seigneur les moines jusqu'à la Révolution française. La craie locale, très friable était recherchée pour la fabrication de blanc d'Espagne. En 1789, Villeloup dépendait de l'intendance et de la généralité de Châlons, de l'élection et du bailliage de Troyes.

## Politique et administration
Elle était du canton de Villacerf du 29 janvier au 29 novembre 1790, passait ensuite au canton de Saint-Lyé jusqu'en an IX.
| Période                                  | Période  | Identité         | Étiquette | Qualité |
| ---------------------------------------- | -------- | ---------------- | --------- | ------- |
| mars 2001                                | 2014     | M. Alain Fillion |           |         |
| mars 2014                                | En cours | M. Claude Vetter | DVD       | Employé |
| Les données manquantes sont à compléter. |          |                  |           |         |

## Démographie

### Évolution démographique
L'évolution du nombre d'habitants est connue à travers les recensements de la population effectués dans la commune depuis 1793. Pour les communes de moins de 10 000 habitants, une enquête de recensement portant sur toute la population est réalisée tous les cinq ans, les populations de référence des années intermédiaires étant quant à elles estimées par interpolation ou extrapolation. Pour la commune, le premier recensement exhaustif entrant dans le cadre du nouveau dispositif a été réalisé en 2005.

En 2022, la commune comptait 129 habitants, en évolution de +7,5 % par rapport à 2016 (Aube : +0,7 %, France hors Mayotte : +2,11 %).
| 1793 | 1800 | 1806 | 1821 | 1831 | 1836 | 1841 | 1846 | 1851 |
| ---- | ---- | ---- | ---- | ---- | ---- | ---- | ---- | ---- |
| 328  | 309  | 286  | 269  | 289  | 311  | 311  | 304  | 294  |

| 1856 | 1861 | 1866 | 1872 | 1876 | 1881 | 1886 | 1891 | 1896 |
| ---- | ---- | ---- | ---- | ---- | ---- | ---- | ---- | ---- |
| 285  | 279  | 271  | 252  | 249  | 236  | 219  | 211  | 181  |

| 1901 | 1906 | 1911 | 1921 | 1926 | 1931 | 1936 | 1946 | 1954 |
| ---- | ---- | ---- | ---- | ---- | ---- | ---- | ---- | ---- |
| 146  | 136  | 116  | 91   | 103  | 109  | 98   | 121  | 112  |

| 1962 | 1968 | 1975 | 1982 | 1990 | 1999 | 2005 | 2006 | 2010 |
| ---- | ---- | ---- | ---- | ---- | ---- | ---- | ---- | ---- |
| 96   | 97   | 78   | 106  | 119  | 110  | 125  | 129  | 119  |

| 2015 | 2020 | 2022 | - | - | - | - | - | - |
| ---- | ---- | ---- | - | - | - | - | - | - |
| 120  | 125  | 129  | - | - | - | - | - | - |

### Pyramide des âges
En 2018, le taux de personnes d'un âge inférieur à 30 ans s'élève à 31,2 %, soit en dessous de la moyenne départementale (35,2 %). À l'inverse, le taux de personnes d'âge supérieur à 60 ans est de 31,2 % la même année, alors qu'il est de 27,7 % au niveau départemental.
En 2018, la commune comptait 58 hommes pour 64 femmes, soit un taux de 52,46 % de femmes, légèrement supérieur au taux départemental (51,41 %).
Les pyramides des âges de la commune et du département s'établissent comme suit.
| Hommes | Classe d’âge | Femmes |
| ------ | ------------ | ------ |
| 0,0    | 90 ou +      | 1,5    |
| 3,4    | 75-89 ans    | 1,5    |
| 30,5   | 60-74 ans    | 25,8   |
| 20,3   | 45-59 ans    | 18,2   |
| 22,0   | 30-44 ans    | 15,2   |
| 15,3   | 15-29 ans    | 16,7   |
| 8,5    | 0-14 ans     | 21,2   |

| Hommes | Classe d’âge | Femmes |
| ------ | ------------ | ------ |
| 0,8    | 90 ou +      | 2,1    |
| 7,4    | 75-89 ans    | 10,2   |
| 17,4   | 60-74 ans    | 18,4   |
| 19,4   | 45-59 ans    | 19     |
| 17,8   | 30-44 ans    | 17,3   |
| 18,3   | 15-29 ans    | 15,9   |
| 19     | 0-14 ans     | 17,1   |

## Lieux et monuments

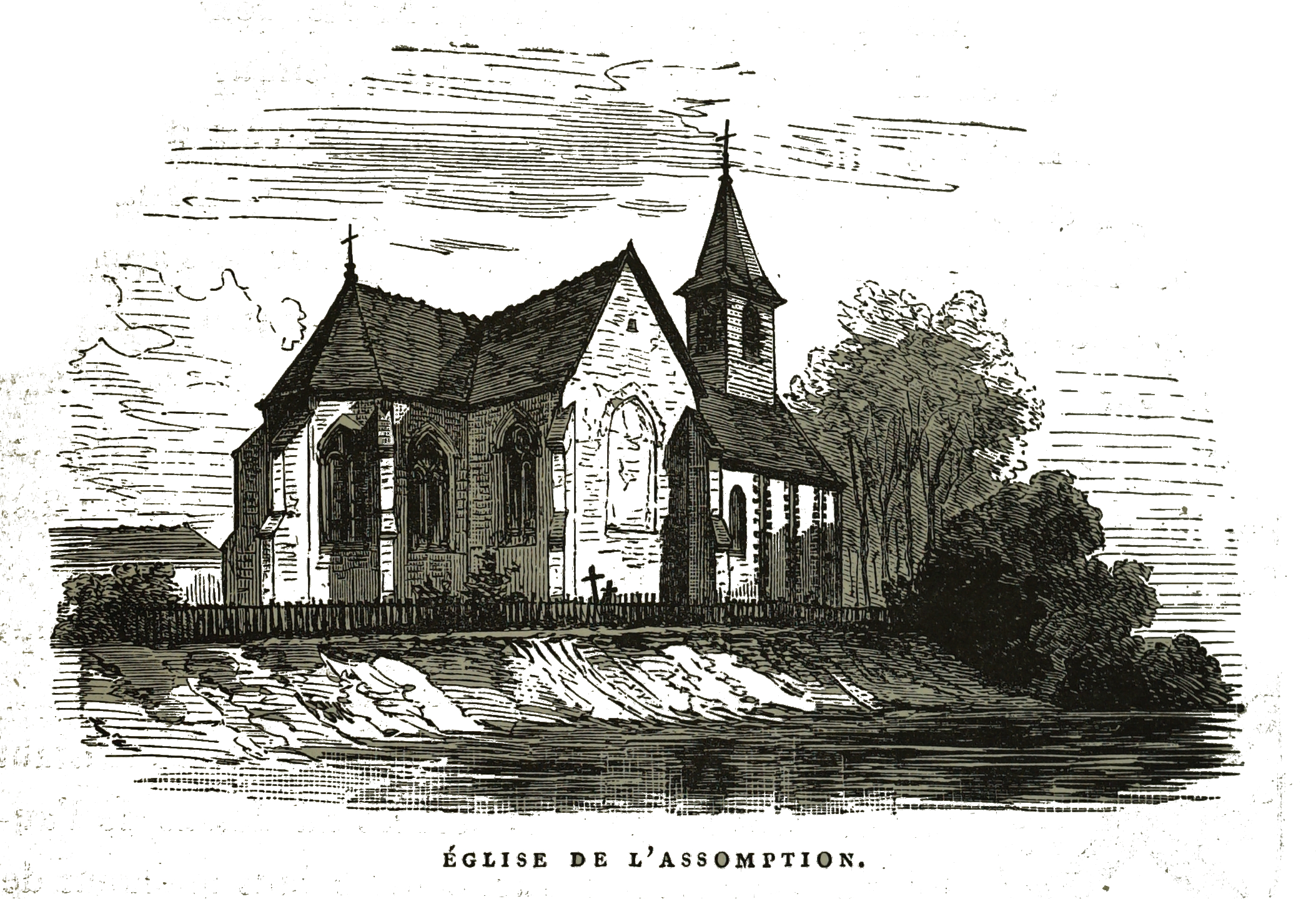
L'église au XIXe siècle par Charles Fichot.
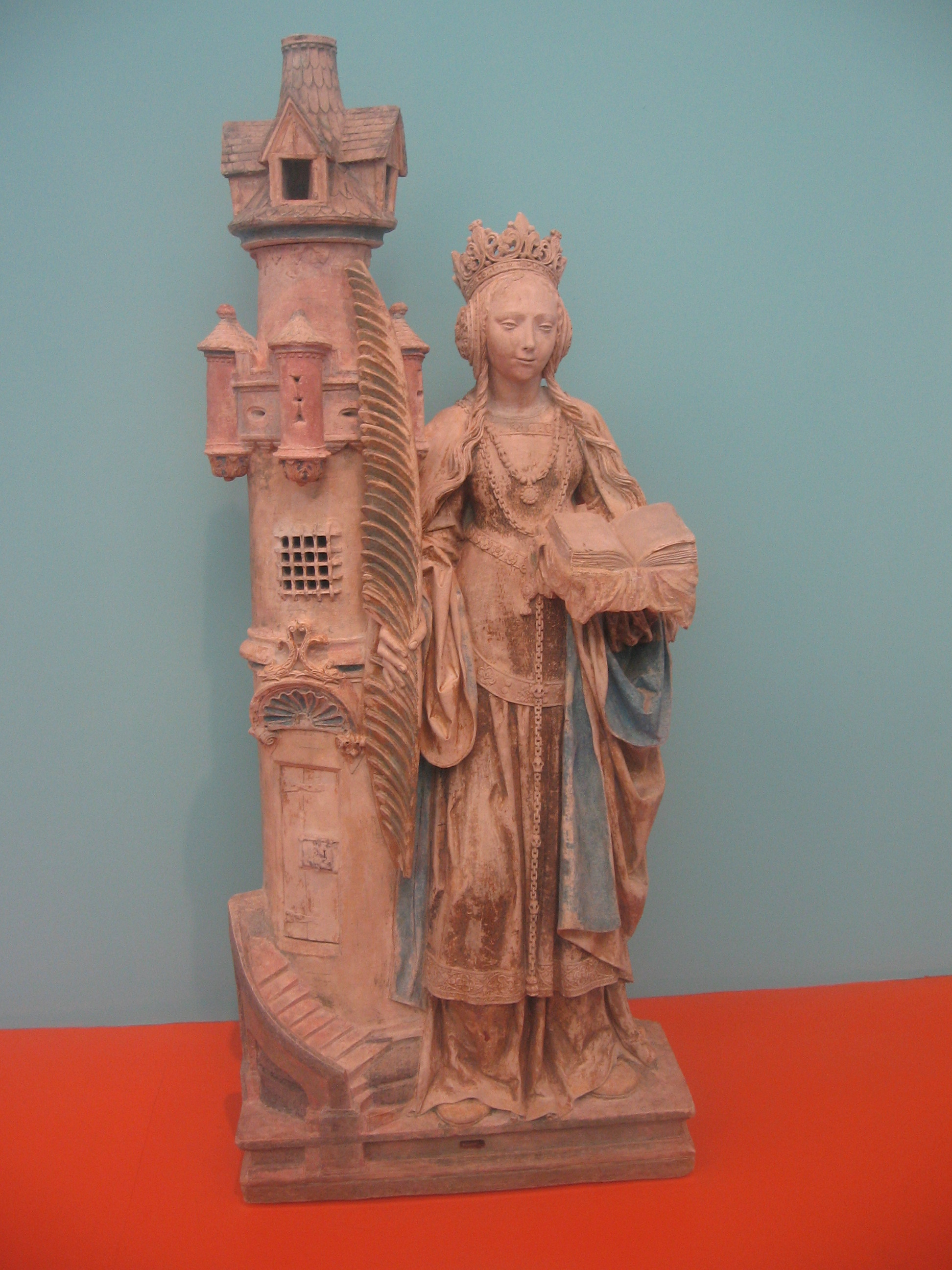
Barbe la grande martyre[23].

L'obélisque dédié à Lyé Baltet, grand-père de Charles Baltet, a été érigé en son honneur par reconnaissance pour son travail d'arboriculture, notamment pour la plantation de bois de pins dans les friches hostiles à toute végétation de la Champagne crayeuse en 1816.
L'église de la Nativité-de-Notre-Dame de Villeloup, siège d'une paroisse au Grand-doyenné de Troyes qui était à la collation de l'abbaye de Molesme depuis le XIIe siècle. Elle est du XVIe siècle pour l'abside et pour le transept, la nef de 1855 est construite en briques. Elle est remarquable par sa sainte Barbe en calcaire polychrome, École champenoise (?).